# Oeneis lucilla
Oeneis lucilla är en fjärilsart som beskrevs av Barnes och Mcdunnough 1918. Oeneis lucilla ingår i släktet Oeneis och familjen praktfjärilar. Inga underarter finns listade i Catalogue of Life.